# Alimentação na Grécia Antiga
A alimentação na Grécia Antiga era caracterizada pela sua frugalidade para a maioria, refletindo dificuldades agrícolas, mas uma grande diversidade de ingredientes era conhecida, e os gregos ricos eram conhecidos por celebrar com refeições e festas elaboradas. A culinária foi fundada sobre a "tríade mediterrânea" de cereais, azeitonas e uvas, que tinham muitos usos e grande valor comercial, mas outros ingredientes eram tão importantes, se não mais, para a dieta média: mais notavelmente legumes. Pesquisas sugerem que o sistema agrícola da Grécia Antiga não poderia ter sido bem sucedido sem o cultivo de leguminosas. 
Os homens da Grécia Antiga eram frequentemente treinados para a luta. É exatamente por isso que seus exercícios e suas alimentações deveriam ser reforçadas. Entre as especiarias que preparavam, está o peixe. O peixe era uma de suas principais atividades econômicas e de base alimentar (ver Ligações Externas: Recortes da Vida Cotidiana na Grécia Antiga).
As informações sobre os hábitos alimentares dos Gregos Antigos são fornecidas por testemunhos escritos e várias ilustrações artísticas: as comédias de Aristófanes, as panelas de cerâmica e as estátuas de barro cozido.

## Galeria

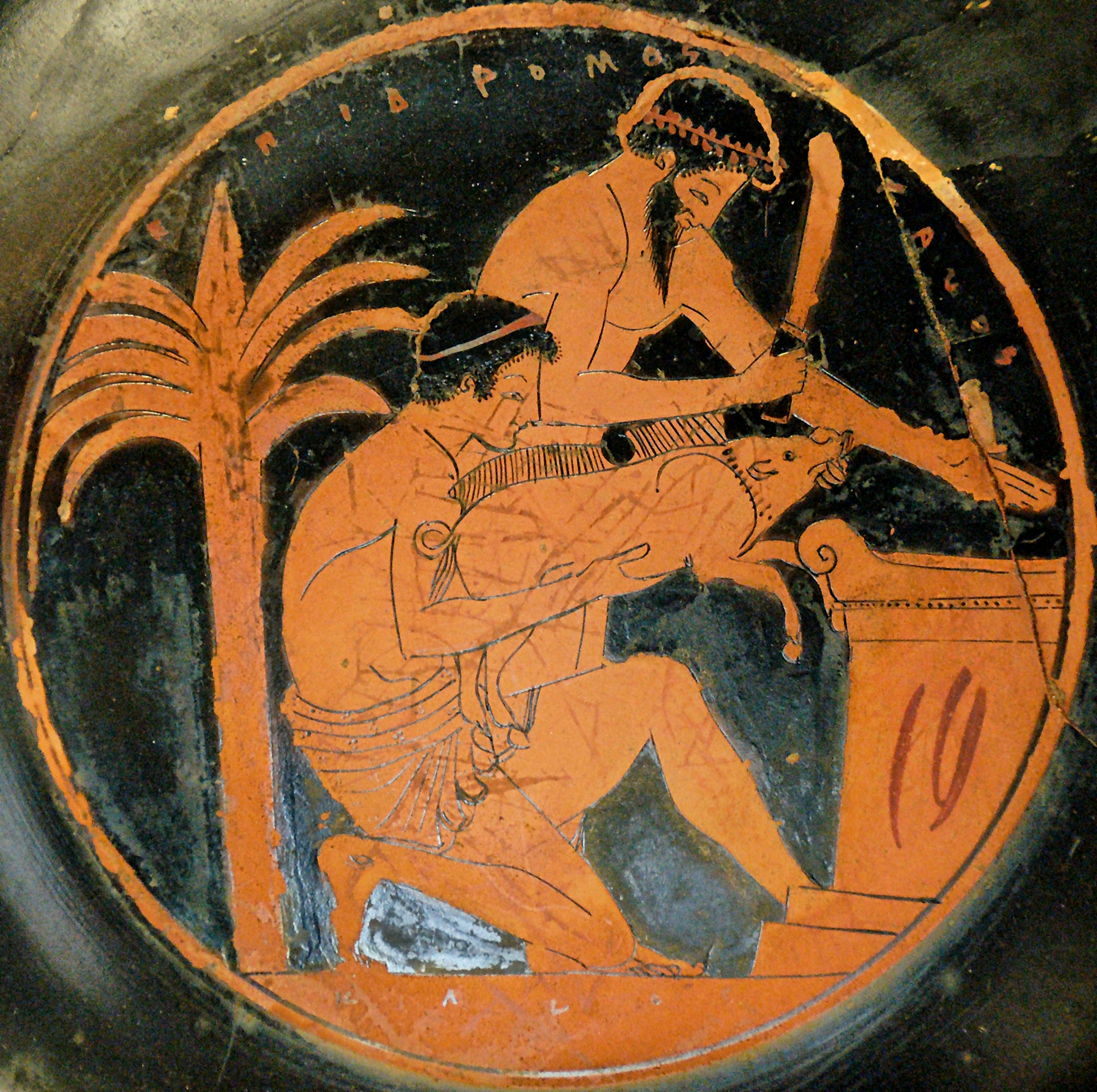
Sacrifício; principal fonte de carne para os moradores da cidade - aqui um javali; tondo de um kylix ático pelo Epidromos Painter, c. 510–500 aC, Louvre.
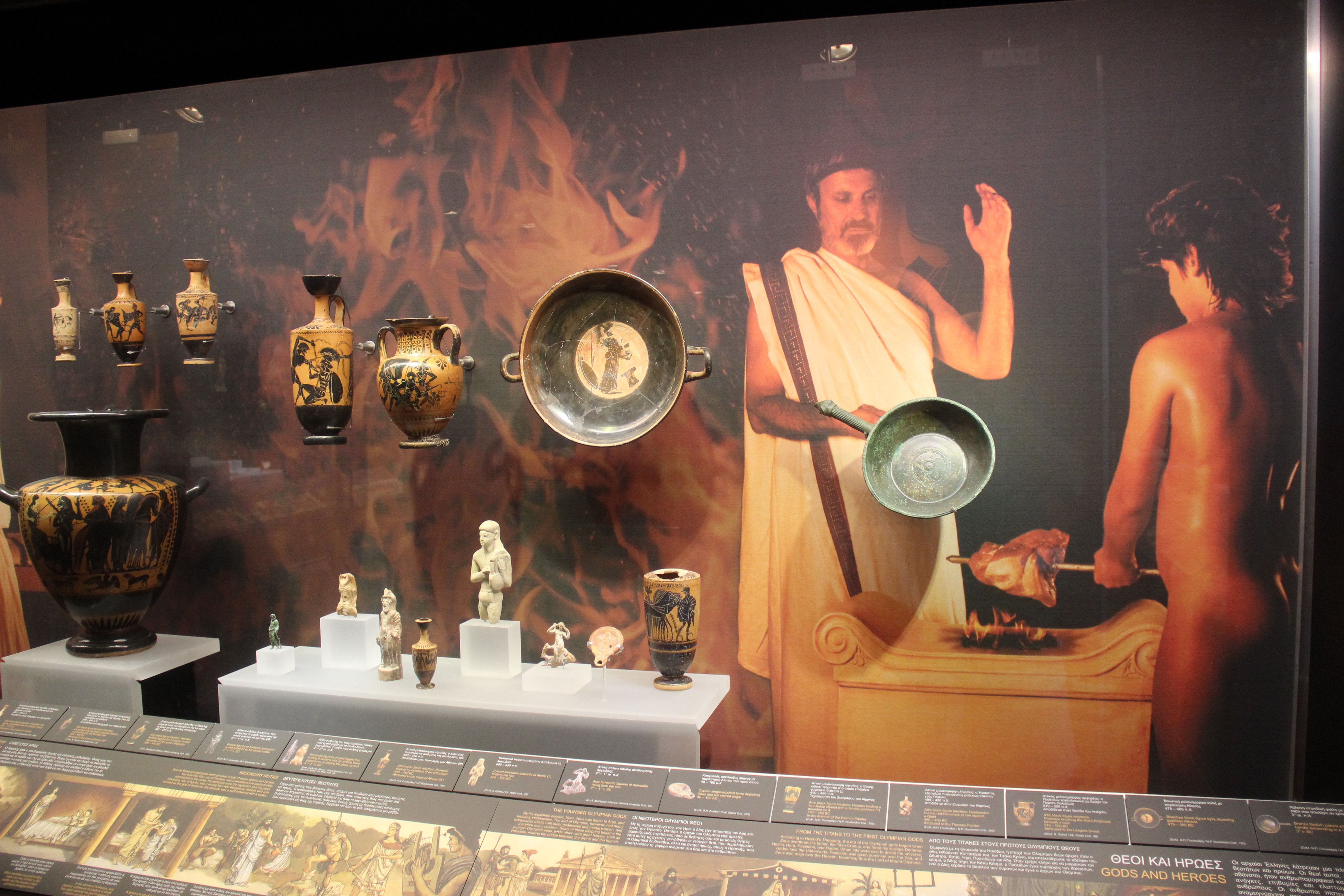
Preparação de comida da Grécia antiga - tema deuses e heróis